# Miejskie Usługi Komunikacyjne w Zgierzu
Miejskie Usługi Komunikacyjne w Zgierzu – zakład budżetowy miasta powstały w 1993.
Jednostka organizacyjna miasta, która przejęła od MPK Łódź:
- organizację miejskiej komunikacji w Zgierzu,
- dystrybucję i kontrolę biletów,
- administrowanie przystankami,
- ustalanie rozkładów jazdy i ich koordynowanie z innymi przewoźnikami.